# Vanessa Sotelo Quintela
Vane Sotelo (Orense, 21 de agosto de 1995) es una jugadora española de fútbol sala. Juega de pívot y su equipo actual es el Club Deportivo Futsi Atlético Navalcarnero de la Primera División de fútbol sala femenino de España. Estuvo nominada como mejor jugadora del mundo en los años 2014, 2015 y 2020 finalizando en séptima, tercera y cuarta posición respectivamente. Fue pichichi de la liga española en el año 2018.

## Trayectoria
Antes de jugar a fútbol sala estuvo en la sección  de fútbol 8 alevín del ponte Ourense  y fútbol once infantil del mismo club. Comenzó a sala en el Cidade As Burgas, en la temporada 2011-12 fichó por el Ponte Ourense donde permaneció dos temporadas, para retornar en el año 2013-14 al Cidade As Burgas. En la temporada 2016-17 decide fichar por el AD Alcorcón FSF. Después de 5 temporadas en el conjunto alferero ficha por el Club Deportivo Futsi Atlético Navalcarnero.

## Selección nacional
Debutó el 4 de noviembre de 2014 con la selección española en un partido amistoso contra Hungría. Ha sido dos veces bota de oro en los mundiales disputados en Costa Rica y Guatemala. En el año 2019 participó en la primera Eurocopa de fútbol sala femenino, siendo la primera jugadora en anotar un gol, también fue elegida mejor jugadora del torneo y se alzó con la medalla de Oro.

## Estadísticas

### Clubes
Actualizado al último partido jugado el 1 de julio de 2021.
| Club | Div.          | Temporada     | Liga  | Liga  | Liga       | Liga      | Copas nacionales(1) | Copas nacionales(1) | Copas nacionales(1) | Copas nacionales(1) | Torneos internacionales(2) | Torneos internacionales(2) | Torneos internacionales(2) | Torneos internacionales(2) | Total(3) | Total(3) | Total(3)   | Total(3)  |
| Club | Div.          | Temporada     | Part. | Goles | Amonestado | Expulsado | Part.               | Goles               | Amonestado          | Expulsado           | Part.                      | Goles                      | Amonestado                 | Expulsado                  | Part.    | Goles    | Amonestado | Expulsado |
| --- | ------------- | ------------- | ----- | ----- | ---------- | --------- | ------------------- | ------------------- | ------------------- | ------------------- | -------------------------- | -------------------------- | -------------------------- | -------------------------- | -------- | -------- | ---------- | --------- |
| Cidade de As Burgas FS · España |               |               |       |       |            |           |                     |                     |                     |                     |                            |                            |                            |                            |          |          |            |           |
| 1.ª |               |               |       |       |            |           |                     |                     |                     |                     |                            |                            |                            |                            |          |          |            |           |
| 2010-11* | 17            | 20            | 0     | 1     | -          | -         | -                   | -                   | -                   | -                   | -                          | -                          | 17                         | 20                         | 0        | 1        |            |           |
| Total club | Total club    | 17            | 20    | 0     | 1          | -         | -                   | -                   | -                   | -                   | -                          | -                          | -                          | 17                         | 20       | 0        | 1          |           |
| Ponte Ourense · España |               |               |       |       |            |           |                     |                     |                     |                     |                            |                            |                            |                            |          |          |            |           |
| 1.ª |               |               |       |       |            |           |                     |                     |                     |                     |                            |                            |                            |                            |          |          |            |           |
| 2011-12 | 23            | 15            | 1     | 0     | 1          | 0         | 0                   | 0                   | -                   | -                   | -                          | -                          | 24                         | 15                         | 1        | 0        |            |           |
| 2012-13 | 26            | 23            | 4     | 0     | -          | -         | -                   | -                   | -                   | -                   | -                          | -                          | 26                         | 23                         | 4        | 0        |            |           |
| Total club | Total club    | 49            | 38    | 5     | 0          | 1         | 0                   | 0                   | 0                   | -                   | -                          | -                          | -                          | 50                         | 38       | 5        | 0          |           |
| Cidade de As Burgas FS · España |               |               |       |       |            |           |                     |                     |                     |                     |                            |                            |                            |                            |          |          |            |           |
| 1.ª |               |               |       |       |            |           |                     |                     |                     |                     |                            |                            |                            |                            |          |          |            |           |
| 2013-14 | 27            | 29            | 5     | 0     | -          | -         | -                   | -                   | -                   | -                   | -                          | -                          | 27                         | 29                         | 5        | 0        |            |           |
| 2014-15 | 30            | 31            | 5     | 0     | 1          | 0         | 0                   | 0                   | -                   | -                   | -                          | -                          | 31                         | 31                         | 5        | 0        |            |           |
| 2015-16 | 29            | 38            | 9     | 0     | -          | -         | -                   | -                   | -                   | -                   | -                          | -                          | 29                         | 38                         | 9        | 0        |            |           |
| Total club | Total club    | 86            | 98    | 19    | 0          | 1         | 0                   | 0                   | 0                   | -                   | -                          | -                          | -                          | 87                         | 98       | 19       | 0          |           |
| AD Alcorcón FSF · España |               |               |       |       |            |           |                     |                     |                     |                     |                            |                            |                            |                            |          |          |            |           |
| 1.ª |               |               |       |       |            |           |                     |                     |                     |                     |                            |                            |                            |                            |          |          |            |           |
| 2016-17 | 30            | 27            | 5     | 0     | 2          | 1         | 2                   | 0                   | -                   | -                   | -                          | -                          | 32                         | 28                         | 7        | 0        |            |           |
| 2017-18 | 30            | 36            | 4     | 0     | 1          | 2         | 1                   | 0                   | -                   | -                   | -                          | -                          | 31                         | 38                         | 5        | 0        |            |           |
| 2018-19 | 27            | 37            | 7     | 1     | 2          | 3         | 1                   | 0                   | -                   | -                   | -                          | -                          | 29                         | 40                         | 8        | 1        |            |           |
| 2019-20 | 23            | 32            | 7     | 0     | 3          | 9         | 1                   | 0                   | -                   | -                   | -                          | -                          | 26                         | 41                         | 8        | 0        |            |           |
| 2020-21 | 23            | 26            | 6     | 0     | 3          | 5         | 1                   | 0                   | -                   | -                   | -                          | -                          | 26                         | 31                         | 7        | 0        |            |           |
| Total club | Total club    | 133           | 158   | 29    | 1          | 11        | 20                  | 6                   | 0                   | -                   | -                          | -                          | -                          | 144                        | 178      | 35       | 1          |           |
| Futsi Navalcarnero · España |               |               |       |       |            |           |                     |                     |                     |                     |                            |                            |                            |                            |          |          |            |           |
| 1.ª |               |               |       |       |            |           |                     |                     |                     |                     |                            |                            |                            |                            |          |          |            |           |
| 2021-22 | 6             | 2             | 1     | 0     | 0          | 0         | 0                   | 0                   | -                   | -                   | -                          | -                          | 6                          | 2                          | 1        | 0        |            |           |
| Total club | Total club    | 6             | 2     | 1     | 0          | 0         | 0                   | 0                   | 0                   | -                   | -                          | -                          | -                          | 6                          | 2        | 1        | 0          |           |
| Total carrera | Total carrera | Total carrera | 291   | 316   | 54         | 2         | 13                  | 20                  | 6                   | 0                   | -                          | -                          | -                          | -                          | 304      | 336      | 60         | 2         |
| (1) Incluye datos de Copa de España / Supercopa de España. (2) Incluye datos de Campeonato de Europa de Clubes y Copa Intercontinental. (3) No incluye datos de partidos amistosos. |               |               |       |       |            |           |                     |                     |                     |                     |                            |                            |                            |                            |          |          |            |           |

Nota: En la temporada 2010-11 faltan por comprobar 10 jornadas

## Palmarés y distinciones
- Eurocopa:

 2019
- Liga española: 1

2021-22
- Supercopa de España: 1

2012